# Сун Линьшу
Сун Линьшу́ (кит. упр. 宋林书, пиньинь Sòng Línshū; род. 9 июля 1997, Чанчунь) — китайская фигуристка, выступающая в танцах на льду. В паре с Сунь Чжомином становилась серебряной призёркой чемпионата Китая (2018), участницей Гран-при и чемпионатов четырёх континентов.

## Карьера
Сун начала заниматься фигурным катанием в 2006 году в возрасте девяти лет.
На протяжении шести сезонов выступала в танцах на льду с партнёром Лю Юем. Дуэт на национальном уровне преимущественно занимал места в середине турнирной таблицы. В 2015 году были выбраны Федерацией фигурного катания Китая для участия в международных соревнованиях Универсиады.
В 2016 году Сун образовала танцевальную пару с Сунь Чжомином, который уже имел опыт состязаний в данной дисциплине. В дебютном же сезоне они получили приглашение на соревнования престижной серии Гран-при. На этапе в Пекине показали второй результат среди трёх танцевальных дуэтов из Китая.
В 2017 году фигуристы планировали выступить на втором для себя этапе Гран-при. Однако были вынуждены снять с турнира до его начала. Спустя два месяца завоевали серебряные награды чемпионата Китая. В ранге вице-чемпионов страны отправились на чемпионат четырёх континентов 2018, где оказались на двенадцатом месте.
В 2018 году после двух лет совместного катания Сун и Сунь решили прекратить сотрудничество.

## Программы
(Выступления с Сунь Чжомином)
| Сезон     | Короткий танец                                                        | Произвольный танец                                              |
| --------- | --------------------------------------------------------------------- | --------------------------------------------------------------- |
| 2017–2018 | - Румба: «Whatever Happens» Майкл Джексон - Самба: «Waka Waka» Шакира | - «Make You Feel My Love» Адель - «Rolling in the Deep» Адель   |
| 2016–2017 | - Блюз: «Halo» Бейонсе - Хип-хоп: «Single Ladies» Бейонсе             | - Саундтрек к фильму «Скайфолл» Томас Ньюман в исполнении Адель |

(Выступления с Лю Юем)
| Сезон     | Короткий танец                                                                                          | Произвольный танец                                                                                                 |
| --------- | --- | --- |
| 2014–2015 | - Самба: «Tum Tum» Los Locos - Румба: «Quit Playing Games» Backstreet Boys - Самба: «Tum Tum» Los Locos | - «Love Runs Out» OneRepublic - «J'y suis jamais allé» (из фильма «Амели») Ян Тирсен - «Love Runs Out» OneRepublic |

## Результаты
(Выступления с Сунь Чжомином)
| Соревнования                  | 16/17         | 17/18         |
| Международные                 | Международные | Международные |
| ----------------------------- | ------------- | ------------- |
| Чемпионат четырёх континентов | 11            | 12            |
| Гран-при. Cup of China        | 8             |               |
| Национальные                  |               |               |
| Чемпионат Китая               |               | 2             |

(Выступления с Лю Юем)
| Соревнования                 | 10/11         | 11/12         | 12/13         | 13/14         | 14/15         | 15/16         |
| Международные                | Международные | Международные | Международные | Международные | Международные | Международные |
| ---------------------------- | ------------- | ------------- | ------------- | ------------- | ------------- | ------------- |
| Универсиада                  |               |               |               |               | 11            |               |
| Юниорский Гран-при. Эстония  |               |               |               |               | 12            |               |
| Юниорский Гран-при. Германия |               |               |               |               | 13            |               |
| Национальные                 |               |               |               |               |               |               |
| Чемпионат Китая              | 9             | 11            | 5             | 5             | 6             | 5             |